# Cheiloneurus marilandia
Cheiloneurus marilandia är en stekelart som först beskrevs av Girault 1917.  Cheiloneurus marilandia ingår i släktet Cheiloneurus och familjen sköldlussteklar. Inga underarter finns listade i Catalogue of Life.